# Duc de Beaufort
Pour les articles homonymes, voir Duc de Beaufort (Angleterre) et Beaufort.
Le titre de duc de Beaufort a été porté à la fois dans la noblesse française et dans la noblesse anglaise. 

## Ducs français de Beaufort
Le 6 juillet 1597, Gabrielle d'Estrée, marquise de Monceaux, maîtresse du roi Henri IV, acquit de la duchesse de Guise, héritière de la maison de Foix, le comté de Beaufort et toutes ses dépendances.
Henri IV réunit le comté de Beaufort à la baronnie de Jaucourt et les érigea en duché-pairie en faveur de César de Bourbon, duc de Vendôme, son fils naturel.
- 1597-1665 : César de Bourbon-Vendôme (1594–1665), duc de Vendôme et 1er duc de Beaufort ;
- 1665-1669 : François de Bourbon-Vendôme (1616–1669), 2e duc de Beaufort ;
- 1669-1688 : Louis Joseph de Bourbon-Vendôme (1654–1712), 3e duc de Vendôme, 3e duc de Beaufort.

En 1688, le duché fut vendu pour 460 000 livres par le troisième duc à Charles Ier Frédéric de Montmorency-Luxembourg (1662-1726), qui fut créé la même année duc de Beaufort (non pair). Le duché fut rebaptisé « duché de Montmorency » par lettres patentes d'octobre 1689.